# Piotr Czachowski
Piotr Czachowski est un footballeur polonais né le 7 novembre 1966 à Varsovie.

## Carrière
- 1984-1985 : Okęcie Varsovie  Pologne
- 1985-1991 : Stal Mielec  Pologne
- 1990-1991 : Legia Varsovie  Pologne
- 1991-1992 : Zagłębie Lubin  Pologne
- 1992-1993 : Udinese Calcio  Italie
- 1993-1994 : Legia Varsovie  Pologne
- 1993-1995 : Dundee FC  Écosse
- 1994-1997 : ŁKS Łódź  Pologne
- 1996-1998 : Aluminium Konin  Pologne
- 1998-2002 : Okęcie Varsovie  Pologne
- 2002-2007 : KS Piaseczno  Pologne

## Palmarès
- 45 sélections et 1 but avec l'équipe de Pologne entre 1989 et 1993.